# Wola Wierzbowska
Wola Wierzbowska – wieś sołecka w Polsce położona w województwie mazowieckim, w powiecie ciechanowskim, w gminie Opinogóra Górna. Leży nad Soną.
Szkoła podstawowa w Woli Wierzbowskiej powstała w 1915 r. Obecny budynek szkoły pochodzi z 1956 r., a roku 2006 szkoła podstawowa w Woli Wierzbowskiej obchodziła 90-lecie powstania. Z tej okazji przyjęła imię św. Stanisława Kostki
Wieś szlachecka położona była w drugiej połowie XVI wieku w powiecie ciechanowskim ziemi ciechanowskiej. W latach 1975–1998 miejscowość administracyjnie należała do województwa ciechanowskiego.